# スーパー・アイドル・ネットワーク
『スーパー・アイドル・ネットワーク』（略称：S・I・N）は、三都ネットを形成する京都放送（KBS京都）とサンテレビが2002年度上半期（4月 - 9月）に放送したテレビ番組である。東京MXテレビやTBS系列のIBC岩手放送、CS放送のファミリー劇場でも放送された。
番組は、旬のグラビアアイドルをメインに据えたドラマやバラエティを週替わりで放送していた。

## 放送作品
ドラマ・燃えよ!カバディー
原作・脚本・監督 - 椿光一
出演・大城美和、松金洋子、山本一輝、細田あかり、外島孝一、大滝明利、螢雪次朗
ドラマ・セブンフェアリーズ／乙女裁判（全3話）
出演・茉理さやか、高木梓
ドラマ・宇宙最強 ツヨイダー
ティーンズ倶楽部
だちプロ（あだち理絵子）

## 放送局
| 放送局           | 放送期間        | 放送日時     |
| ---------------- | --------------- | ------------ |
| サンテレビジョン | 2002年4月4日 -  | 木曜 24:40 - |
| KBS京都          | 2002年4月5日 -  | 金曜 25:30 - |
| 北陸放送         | 2002年4月6日 -  | 土曜 26:10 - |
| TOKYO MX         | 2002年4月11日 - | 木曜 23:30 - |
| ファミリー劇場   | 2002年5月9日 -  | 木曜 24:00 - |